# Spizaetus isidori
El águila poma o águila Andina (Spizaetus isidori) es una especie de ave accipitriforme de la familia Accipitridae. Es una rapaz sudamericana que puebla las selvas montanas andinas. Se la encuentra desde Argentina hasta Venezuela. No se conocen subespecies.

## Distribución
Se distribuye desde el norte de Argentina (Catamarca, Tucumán, Salta y Jujuy) a Bolivia, Perú, Ecuador, Colombia y Venezuela.

## Características

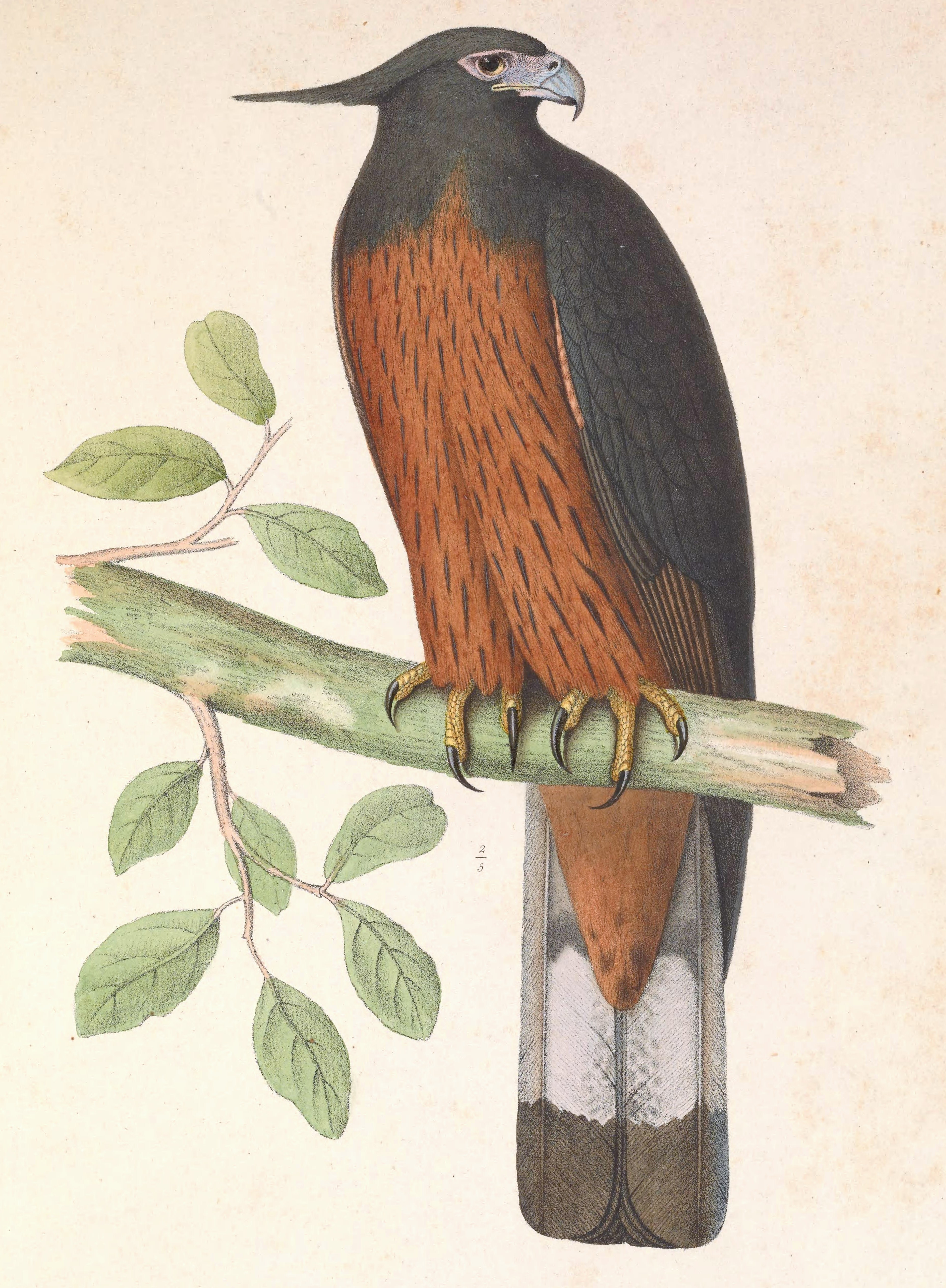

Mide entre 64 y 74 cm de largo. Es grande y robusta con cabeza, cuello y dorso negros. Tiene una cresta aguda. Sus alas son anchas pero proporcionalmente largas y por debajo son de color crema con puntas negras y coberteras rufas. Su cola tiene punta negra ancha y una franja ancha color gris pálido en la parte media. Tiene el pecho y las bajas partes inferiores castaño estriado de negro, las tibias son negras y los tarsos emplumados de castaño. El iris es anaranjado, el pico negro y los dedos amarillos.
Los juveniles tienen la cabeza, el cuello y las partes inferiores blancas pero el píleo, la nuca y la tibia están salpicados verticalmente de color café-negruzco. La parte dorsal es de color crema y marrón. Las coberteras terminan en puntas más claras. La cola es marrón-gris con tres franjas negras angostas.

## Ecología

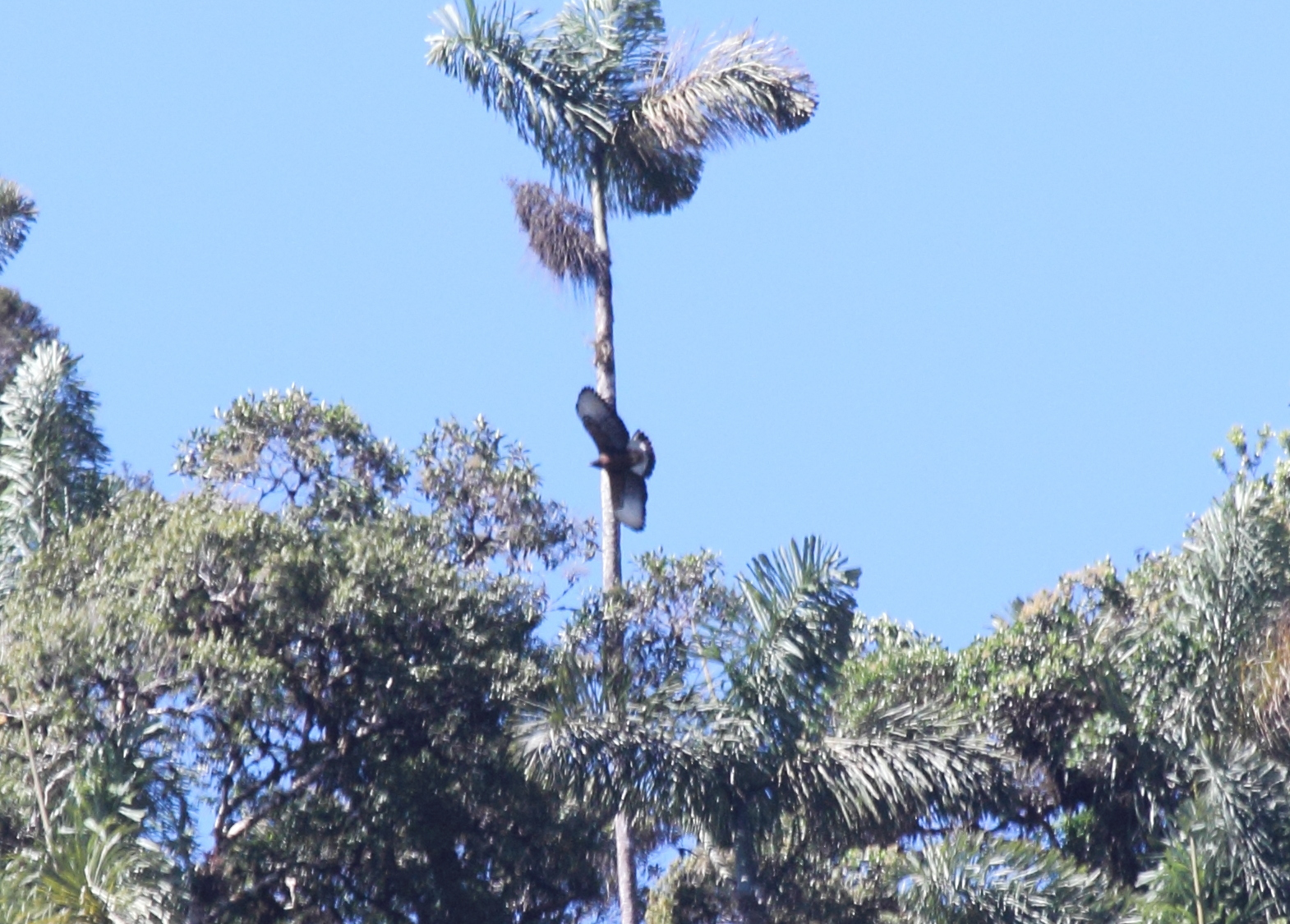
Spizaetus isidori

Su nido consiste en una plataforma voluminosa hecha de palitos fuertes, este se ubica en un árbol alto en el cual la hembra pone un huevo de color blanco moteado de café. Ambos padres se encargan de la incubación y el cuidado de las crías. Los juveniles permanecen durante seis meses o más en los alrededores del nido.
Un ejemplar fue visto atacando a tres pavas maraqueras (Chamaepetes goudotti) en Otonga, en la ladera occidental de los Andes, en el noroeste de Ecuador, por Freile y Chávez (2004) el 15 de diciembre de 1999. Se sabe que en Colombia se alimentan de monos lanudos, mono maicero, puercoespines, coatíes (Nasua nasua y Nasuella olivacea), kinkajú, ardillas y otros mamíferos arbóreos de tamaño pequeño a mediano. Aparentemente, también se toman aves grandes como las pavas de monte. Con frecuencia tienen colas muy desgastadas al sumergirse después de la presa a través de las ramas. Se superponen en rango con varias otras águilas forestales grandes, incluidas otras águilas Spizaetus, pero se han informado pocas interacciones y, como a menudo ocurren a altitudes ligeramente diferentes que otras águilas forestales neotrópicas, se cree que el águila poma normalmente es el depredador aviar superior en su gama. Una excepción es el águila solitaria de tamaño similar, que según informes preliminares en su mayoría caza serpientes, mientras que el águila poma parece preferir las aves y los mamíferos de tamaño pequeño a mediano, y las dos especies se observaron volando cerca una de la otra sin agresión en el sureste de Perú, ya que la partición de presas parece permitirles coexistir. Una especie que se vio desplazada agresivamente por las águilas pomas aquí fue el aura gallipavo, posiblemente porque a veces roban huevos de los nidos de pájaros. Las águilas poma a veces cazan gallinas y gallos, incluidos adultos de tamaño estándar, lo que ha provocado cierta persecución de esta especie en peligro de extinción. Sin embargo, se realizó un pequeño estudio sobre la dieta en Colombia, que encontró que los pollos representaban el 14.7%, mientras que las pavas andinas salvajes se tomaban con mucha más frecuencia, lo que representa el 53.9% de la dieta. Además, aquí las águilas pomas tomaron aproximadamente la misma cantidad de coatíes que los pollos, y los coatíes son depredadores conocidos de pollos y huevos de aves de corral.
La única nidada en Argentina (Jujuy), las presas tomadas fueron penelope spp. (14), Tinamidae (1), gallos domésticos (2), carancho (4) y aves que no fueron identificadas (2).